# Gianluca Cherubini
Gianluca Cherubini (Roma, 28 febbraio 1974) è un allenatore di calcio ed ex calciatore italiano, di ruolo difensore o centrocampista.

## Carriera
Proveniente dalle giovanili del 
Monza (1989/90) e della Lodigiani (1990/91 e 91/92),muove i primi passi nel mondo del calcio professionistico con la Reggiana, società con cui esordisce in Serie B nella stagione 1992/1993 e con cui gioca in Serie A nelle stagioni 1993/1994 e 1994/1995. Dopo la retrocessione della Reggiana,nell'estate del 1995 passa in prestito alla Roma rimanendo in serie A, società con cui colleziona solamente cinque gare nel massimo campionato e alcune apparizioni in coppa Italia e coppa UEFA. 
Al termine della stagione ritorna alla Reggiana neopromossa, con la quale, dopo una stagione tormentata dagli infortuni e con solo tre presenze, retrocede nuovamente in Serie B.
Rimane con gli emiliani, sia in B che in C, sino al termine della stagione 2001/2002, escludendo sei mesi tra il gennaio e il giugno del 2000, in cui cambia casacca: durante il mercato invernale di quell'anno, passa in prestito al Vicenza, in Serie B, scendendo in campo solamente una volta, partecipando comunque ai festeggiamenti per la promozione in massima serie. 
Nel 2002-2003 passa al Chieti, in Serie C1 dove rimane due stagioni, segnando, il 9 marzo del 2003 ad inizio del secondo tempo, la rete del pareggio nel vivido derby abruzzese contro il Pescara attraversando tutto il campo per festeggiare sotto la curva dei tifosi teatini.
Dopo una stagione in Sardegna alla Torres si trasferisce al Giulianova dove nel 2006, durante la partita tra Novara e Giulianova, fu colpito da aneurisma cerebrale; un malore che fece temere per la sua vita, oltre che per la sua carriera. Ripresosi, sembrava dovesse chiudere la carriera di calciatore. Nel 2007-2008 intraprende la nuova carriera di allenatore: al fianco di Giampiero Maini sarà allenatore in seconda della Stella Polare, squadra di Promozione.
Nella stagione 2008-2009 torna a sorpresa a calcare i campi come giocatore nel Chieti (Serie D).

## Controversie
Il 4 giugno 2010 si rende responsabile di un'aggressione per questioni di rivalità in amore. Il calciatore finisce col mutilare, con un morso, un orecchio al malcapitato che era intervenuto per frenare la lite col suo rivale. Nel giugno 2014 viene arrestato dai carabinieri di Roma Settecamini in quanto trovato con una pistola calibro 7,65 rubata.
Il 27 febbraio 2015 viene arrestato in quanto accusato di far parte di una pericolosa organizzazione criminale, responsabile di associazione a delinquere finalizzata allo spaccio internazionale di droga, detenzione di armi ed esplosivo, lesioni personali, estorsione, ricettazione, riciclaggio e reati finanziari.

## Statistiche

### Presenze e reti nei club
| Stagione       | Club           | Campionato | Campionato | Campionato |
| Stagione       | Club           | Serie      | Presenze   | Reti       |
| -------------- | -------------- | ---------- | ---------- | ---------- |
| 1992-93        | Reggiana       | B          | 1          | 0          |
| 1993-94        | Reggiana       | A          | 21         | 0          |
| 1994-95        | Reggiana       | A          | 23         | 0          |
| 1995-96        | Roma           | A          | 5          | 0          |
| 1996-97        | Reggiana       | A          | 3          | 0          |
| 1997-98        | Reggiana       | B          | 29         | 0          |
| 1998-99        | Reggiana       | B          | 20         | 0          |
| 1999-00        | Reggiana       | C1         | 2          | 0          |
| 2000           | Vicenza        | B          | 1          | 0          |
| 2000-01        | Reggiana       | C1         | 23         | 2          |
| 2001-02        | Reggiana       | C1         | 24         | 2          |
| 2002-03        | Chieti         | C1         | 31         | 2          |
| 2003-04        | Chieti         | C1         | 26         | 0          |
| 2004-05        | Torres         | C1         | 28         | 1          |
| 2005-06        | Giulianova     | C1         | 30         | 0          |
| 2008-09        | Chieti         | D          | 9          | 0          |
| Totale Serie A | Totale Serie A |            | 52         | 0          |

## Palmarès

### Giocatore

#### Club
- Campionato italiano di Serie B: 2

Reggiana: 1992-1993
Vicenza: 1999-2000

#### Nazionale
- Campionato d'Europa Under-21: 1

Francia 1994